# 고려청자

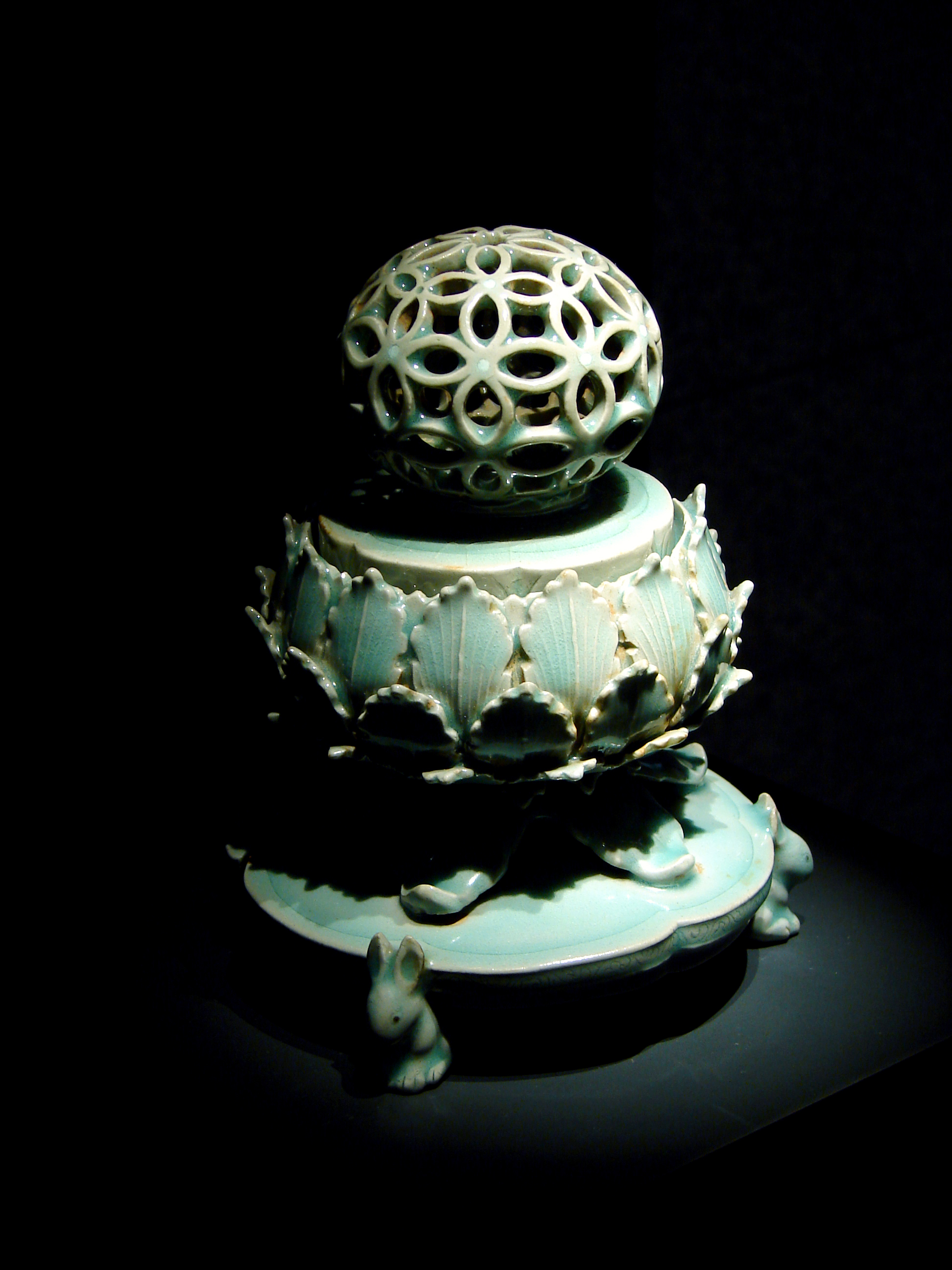
청자칠보투각향로의 모습.
(국보95호)

고려청자(高麗靑磁)는 고려 문종(文宗)시대 전 후에 송(宋)의 화남 절강성 월주요(華南浙江省越州窯)의 영향을 받고 일어난 것으로서 그 변천은 청자의 발생에서 쇠퇴까지 각 기간을 3기, 300년으로 구분하는 것이 가장 타당한 방법으로 알려지고 있다. 그리고 이러한 시대 구분과 해당 기간 중의 청자의 특색과는 밀접한 연관을 갖게 된다. 초기의 청자는 매우 소박한 데서 출발하여 점차 기술이 숙련됨에 따라 예종(睿宗)·인종(仁宗) 때에 이르러 이른바 비색청자시대(翡色靑磁時代)를 이루며 고려청자의 진면목을 보이는 상감청자를 낳는데 이는 순전히 고려인의 창의력에 의한 것이다. 이러한 상감청자가 다시 동철기(銅鐵器)에 접목(接木)되어 은동상감기(銀銅象嵌器)를 낳고 고려 말기에 이르러 청자는 실질적으로 쇠퇴하여 속화(俗化)되고 말았다.

## 고려청자시대
중국 오월(吳越, 907년~)의 청자인 월주요(越州窯) 제작 기술을 도입하며 10세기 초경 고려에서도 청자가 만들어지기 시작했다. 오월 이후 송나라의 청자는 중국에서 '비색(秘色)'이라 불렸는데, 고려에서는 12세기 전반에 분청색 도기를 생산할 수 있게 되자 분청색을 '비색(翡色)'이라 부르기 시작했다.
10세기 후반에는 경기도 시흥시, 황해남도 배천군 등지에서도 청자를 생산하기 시작했다. 이것들은 벽돌을 주재료로 만든 전축요에 속한다. 10세기에 속하는 유품으로는 순화 3년(992년)명 고배, 순화 4년(993년)명 항아리 등이 있다.
11세기 고려의 국력 증대와 중앙집권체제가 확립되면서 청자 소성 가마는 전남 강진에 집중되어 관요적 성격을 강화해 갔다. 주요 제작지는 전라남도 강진군, 전라북도 부안군 등이다. 토축요가 10세기에 사용되었던 전축요를 대체한다.
고려청자의 최성기인 제2기 1150년~1250년이며 서긍의 《고려도경》의 기록으로 미루어 상감청자의 발생은 대체로 의종대(毅宗代 1147-1170년)일 것으로 추측된다. 상감기법이란 자기를 완전히 건조시키기에 앞서 무늬를 음각하거나 새김판으로 찍고 그 자국에 백토(白土) 혹은 적토(赤土)를 메워 일단 초벌구이(豫磻)한 후 청자유를 발라 굽는 것인데 백토는 순백, 적토는 흑색으로 발색하여 무늬가 나타난다. 이러한 방법은 나전칠기(螺鈿漆器)에서 힌트를 얻은 듯하며 동제용기의 입사법도 같은 시기에 유행한 것으로 추측된다. 상감청자에 나타나는 무늬로는 '운학(雲鶴)·양류(楊柳)·보상화(寶相花)·국화(菊花)·당초(唐草)·석류' 등 다양한데 특히 운학문과 국화문이 가장 많이 쓰였고 국화문은 조선시대 초기까지 쓰이고 있다.
제2기의 상감청자의 특색은 상감무늬를 전면적으로 쓸 경우에는 배경으로서의 여백을 남길 여유를 보일 만큼 충분한 공간이 설정되고 있는 점과, 무늬가 단일무늬의 기계적인 반복에 그치는 것이 아니고 성격이 다른 몇 가지 무늬를 통일적으로 배열하여 화폭(畵幅)과 같은 효과를 내고 있는 점이다. 이 시기에는 상감청자 외에 무문청자(無文靑磁)나 잡유기(雜釉器)도 만들어지고 있으며 제1기와는 달리 전반적으로 유색(釉色)이 엷고 얕아진 것이 특색인데 이는 상감청자의 발명에 따라 표면의 장식효과에 관심을 두고 배면(背面)을 등한히 여긴 때문이라 할 수 있다.
제2기의 상감청자로 연대가 확실한 작품은 명종 지릉(明宗 智陵, 1202년)에서 나온 청자상감석류문완·청자상감국화문혈이 있고 문씨묘(文氏墓, 1159년沒)에서 나온 청자상감 국화문혈·청자상감보상화문완 등이 있다. 한편 회화적인 성격이 뚜렷한 상감청자로는 청자상감죽문병(靑磁象嵌竹紋甁梨大所藏)과 청자상감모란문병이 있고 역시 형태나 시문이 뚜렷한 청자상감운학무늬매병 등을 들 수 있다.

## 쇠퇴기의 청자
고려청자가 쇠퇴하는 제3기(1250년-1350년)로서 그 기간은 1세기로 보나 몽골이 침입한 14세기 후반부터 시작한다면 실제로는 1세기 반이나 된다. 이른바 국가의 말기적인 증상이 미술에도 반영되어 청자기의 퇴조를 보이는데 중국 자체도 원(元)의 지배를 받게 되면서 전통적인 청자가 소멸되며 그러한 변화는 고려청자에도 미친다. 청자의 표면이 황록색조를 띠거나 비색(翡色)을 잃으면서 상감의 무늬도 산만하고 조잡해지며 같은 무늬를 반복 사용하는 등 무의미한 도안으로 바뀐다. 기형은 매병(梅甁)이 줄어드는 대신 접시류가 늘고 대접은 안이 깊어지고 측면이 평평한 광구대(廣口臺), 바닥이 좁아진 변형된 매병 등이 만들어진다. 그리고 진사(辰砂)·화청자(畵靑磁) 같은 특수한 상감청자가 만들어지는 외에 철채자기(鐵彩磁器)가 등장하기도 한다. 무늬는 시대가 내려갈수록 간화(簡化)되고 조야(粗野)해지면서 조선시대 초기의 분청사기 및 철화백자와 연결된다.

## 종류
청자의 종류는 대체로 세 가지로 나뉜다.
1. 순청자(純靑磁) － 청자 일색의 무문·양각·음각·상형·투각문 등의 청자로서 상감이나 화문청자는 제외된다.
2. 상감청자(象嵌靑磁) － 그릇이 마르기 전 무늬를 선각(線刻)하고 백토나 흑토로 메워 초벌구이 한 다음 유약을 바르고 구운 것인데 간혹 진사(辰砂＝酸化銅)를 섞어서 밝은 홍색을 내게 한 것도 있다. 또 흑토상감(黑土象嵌)의 배경 위에 넓은 화판(花瓣)의 백토상감(白土象嵌)을 한 모란·보상화문을 두어 흑백의 윤곽을 인상적으로 부각시킨 것도 있고 필요한 무늬는 청자색으로 그냥 두고 배경만 깎아 백토로 메워 무늬를 노출시키는 박지문(剝地紋)이라고 불리는 역상감법도 있다.
3. 화청자(畵靑磁)－무늬를 그리고 유약을 발라 굽는 유리화(釉裏畵) 유표면 즉 광택 위에 무늬를 집어넣는 유표화(釉表畵)의 두 가지로 구분된다. 백토나 흑토 또는 철사(鐵砂)·진사로 태토 위에 무늬를 그리고 그 위에 유약을 바르는 유리화가 태반을 이루며 이것은 중국의 도기요(宋:修武窯, 元:磁州窯) 등에서 받은 영향으로 믿어진다. 또 백토나 흑토로 그렸을 경우 그 채료(彩料)를 붓에 듬뿍 묻혀 무늬가 두드러지게 한 것은 퇴화문(堆花紋)이라고 한다. 때로는 태토 전면에 자토를 발라 배경을 흑일색으로 하고 그 위에 무늬를 백토로 그리고 청자유를 씌운 철채자기(鐵彩磁器)가 말기에 와서 생산되었는데 이것은 고식(古式)의 흑백역상감을 화문으로 나타내려는 의도에서 나온 듯하다. 유표화에 있어서는 금니(金泥)로 그릇 표면에 화문을 그리는 것인데 이는 실용이라기보다 사치를 목적으로 한 특수기로 쓰여졌고 수량도 적다.

## 갤러리

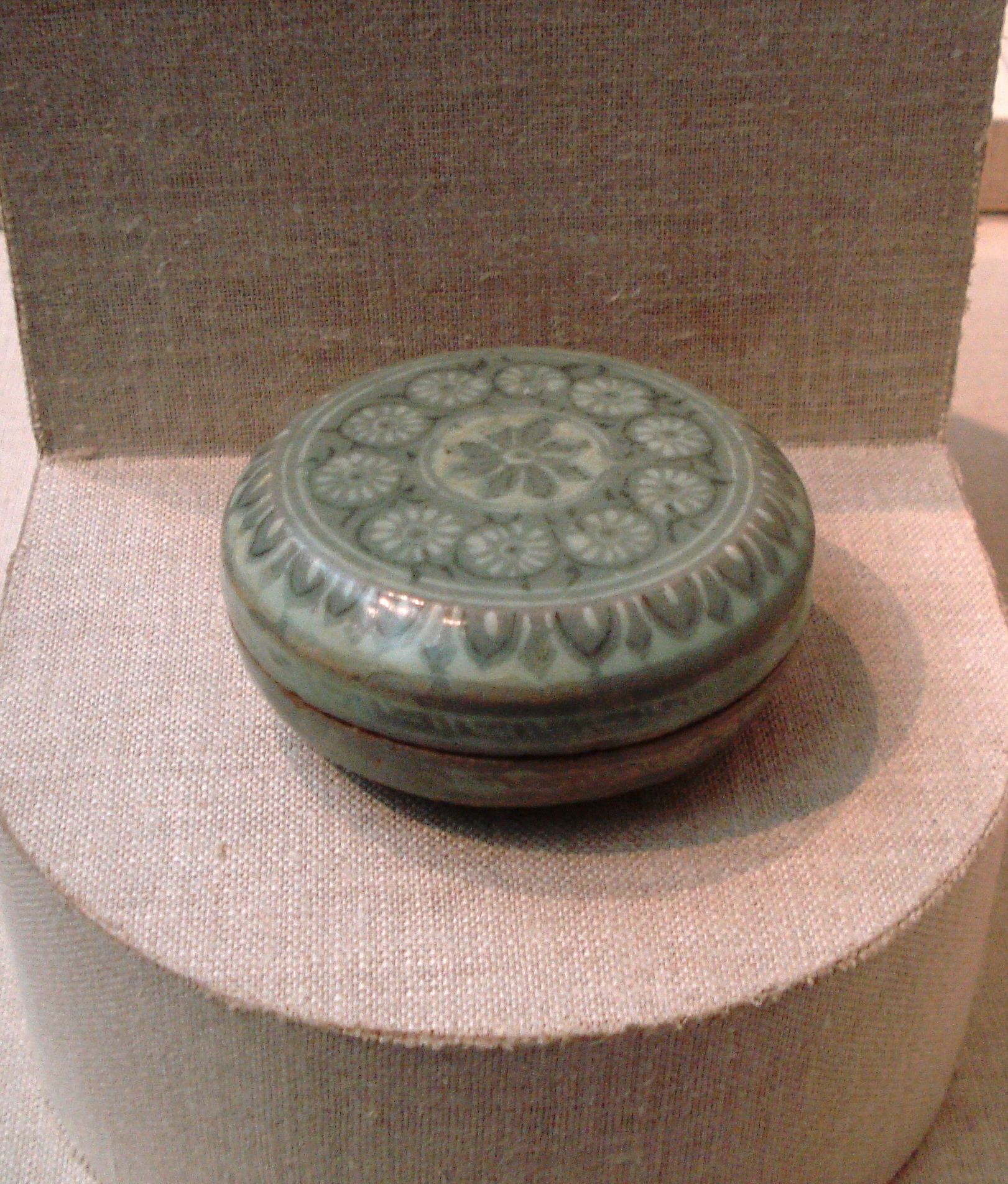
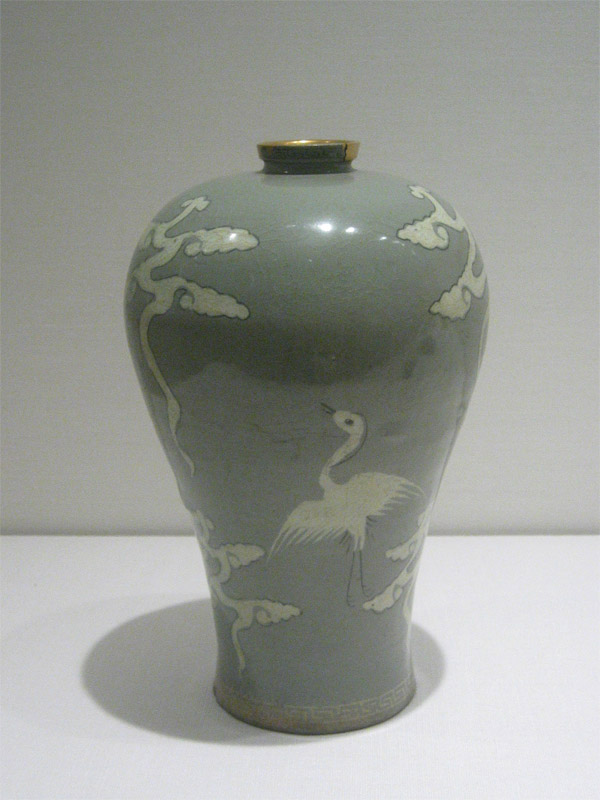
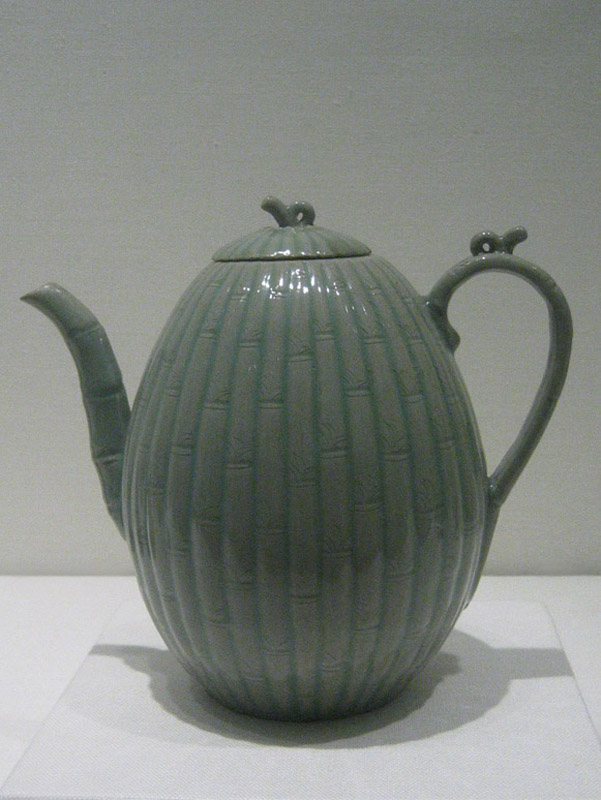
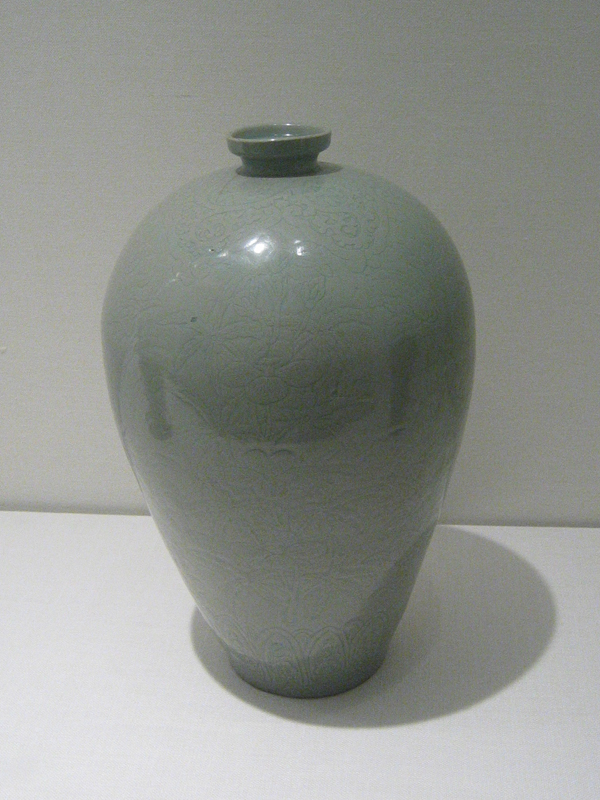
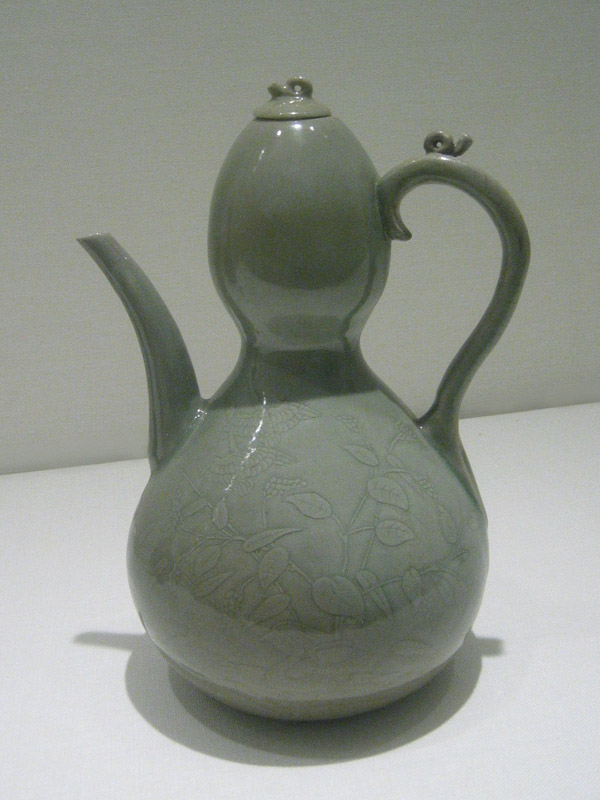
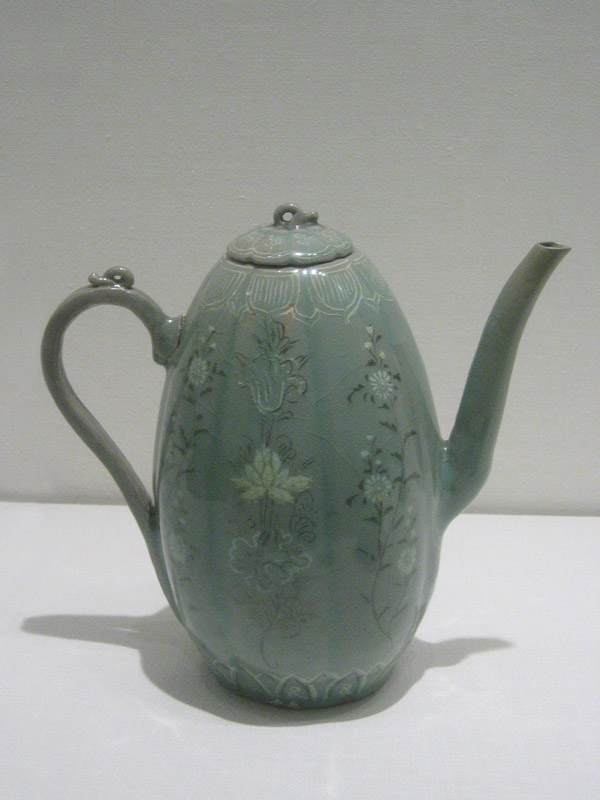
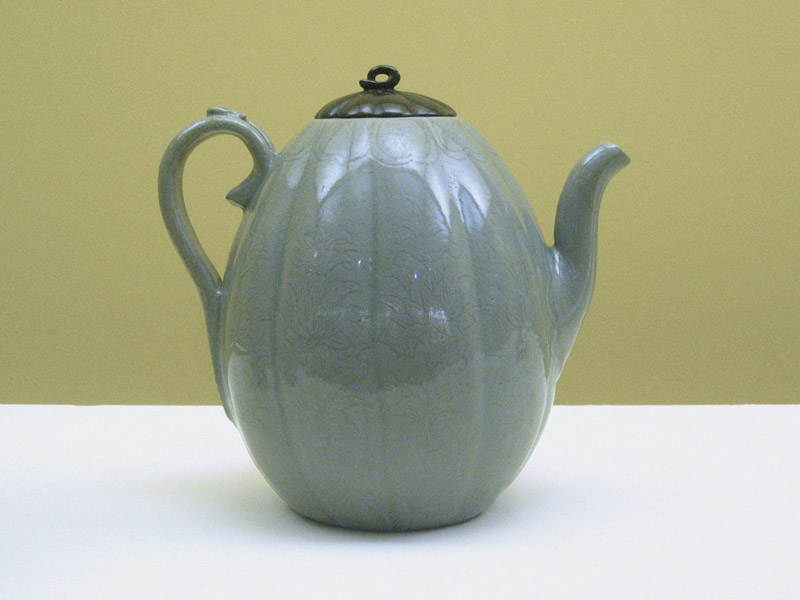
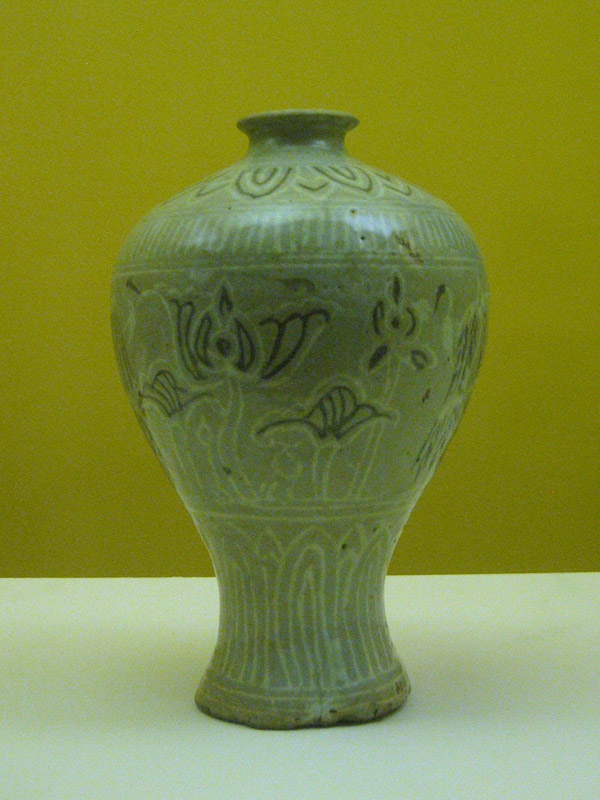
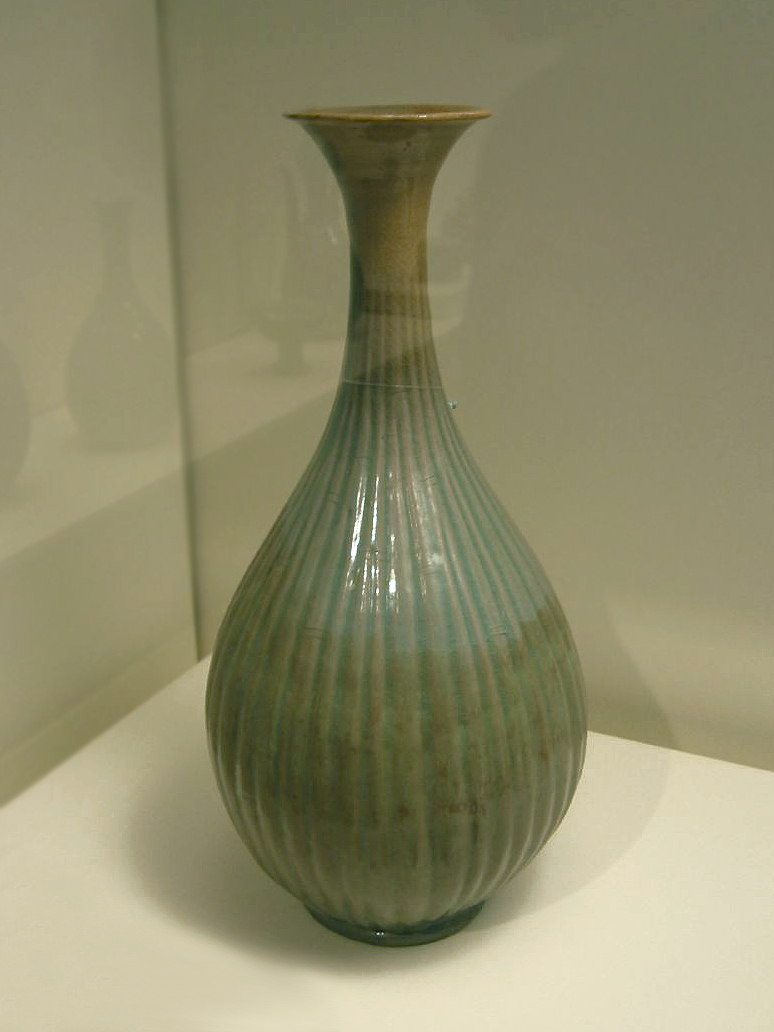
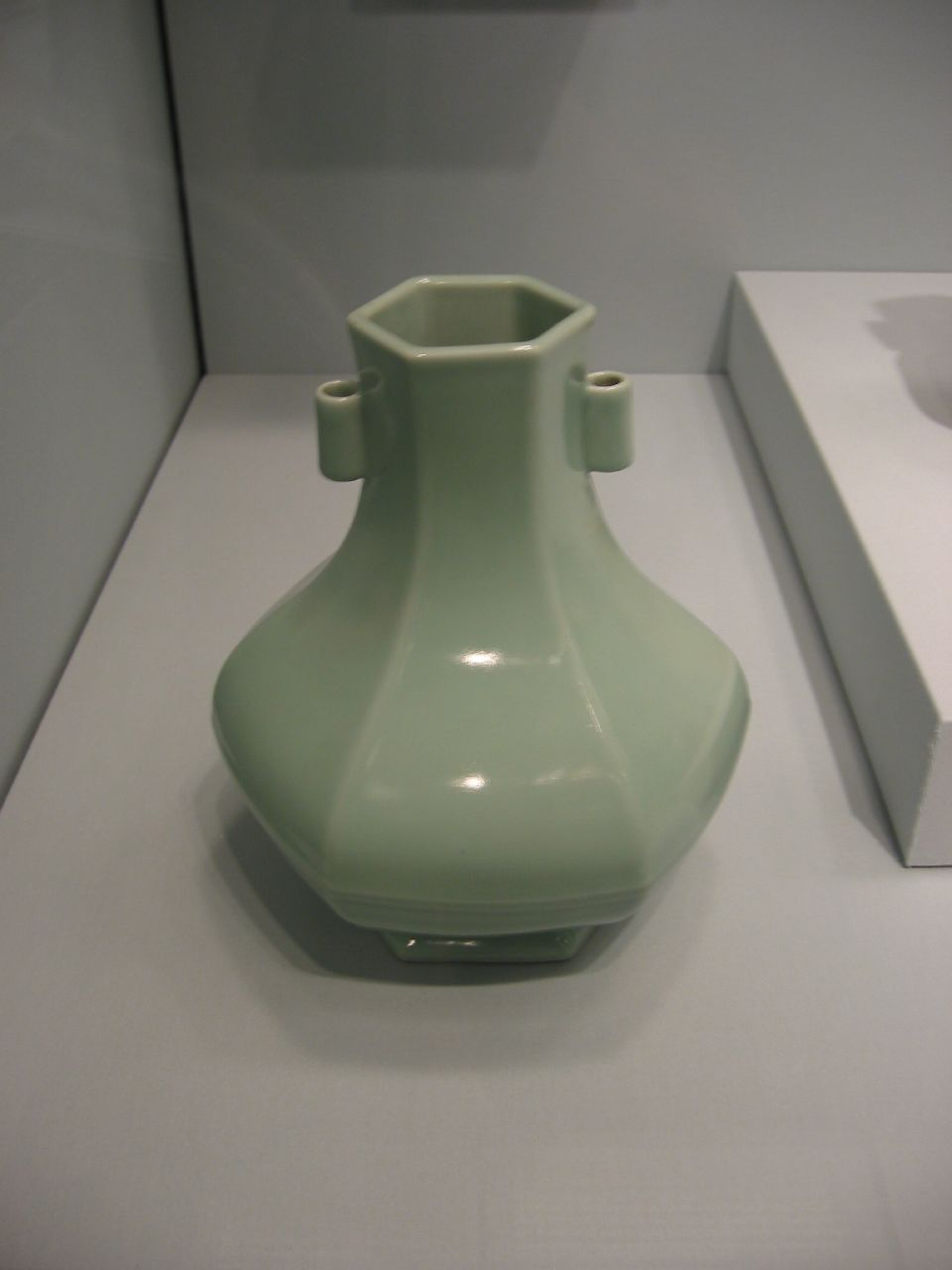
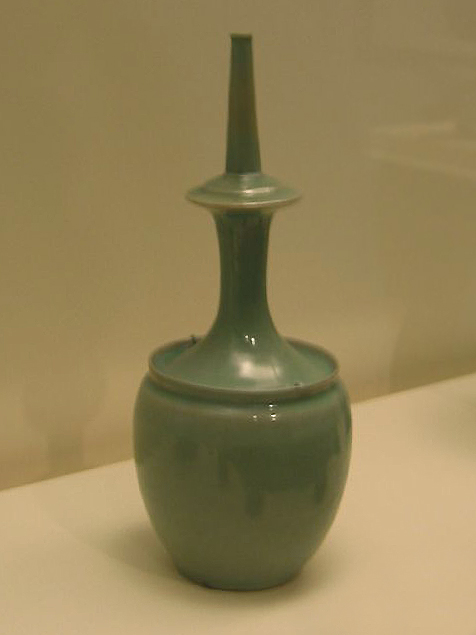
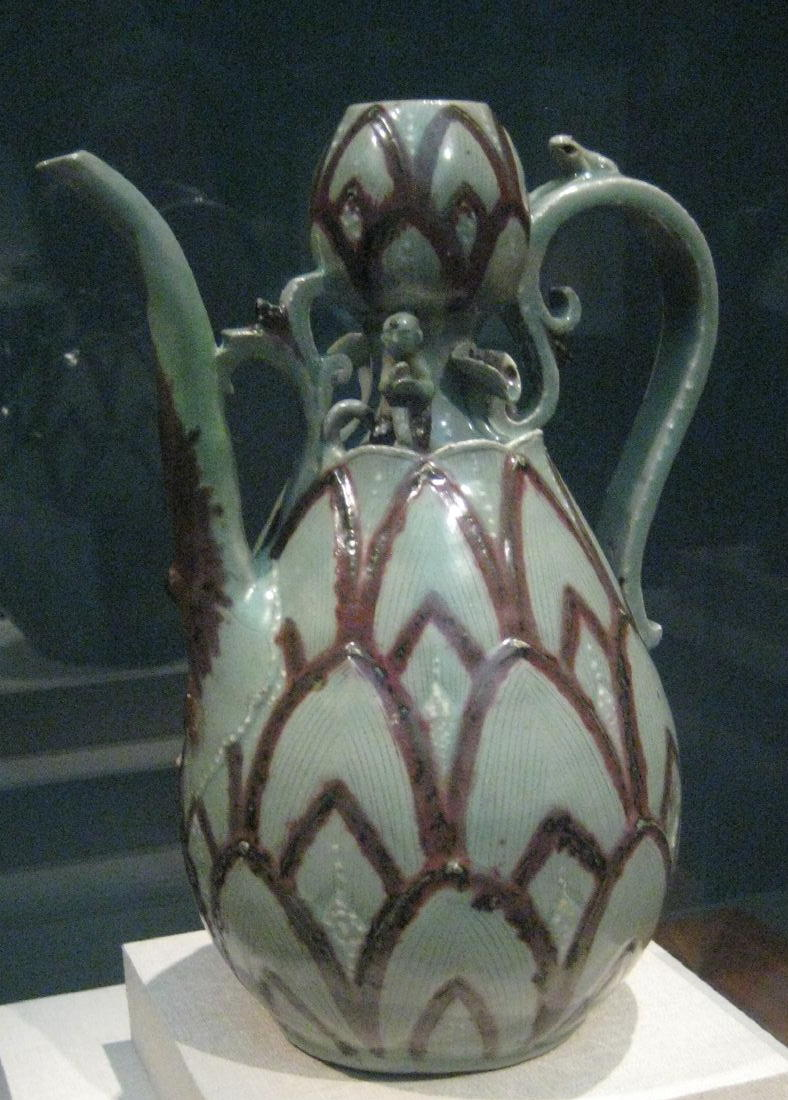
청자 동화연화문 표주박모양 주전자
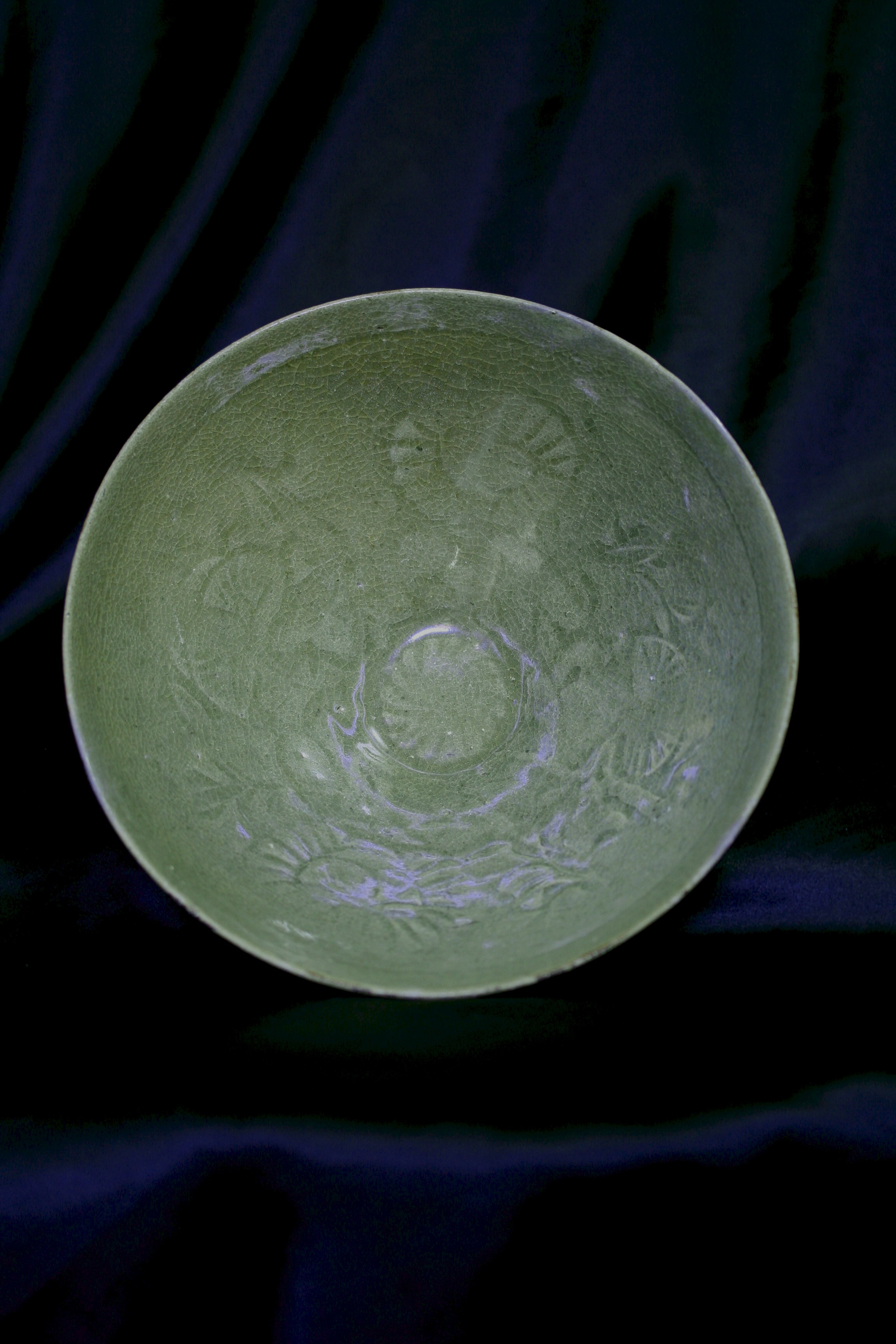
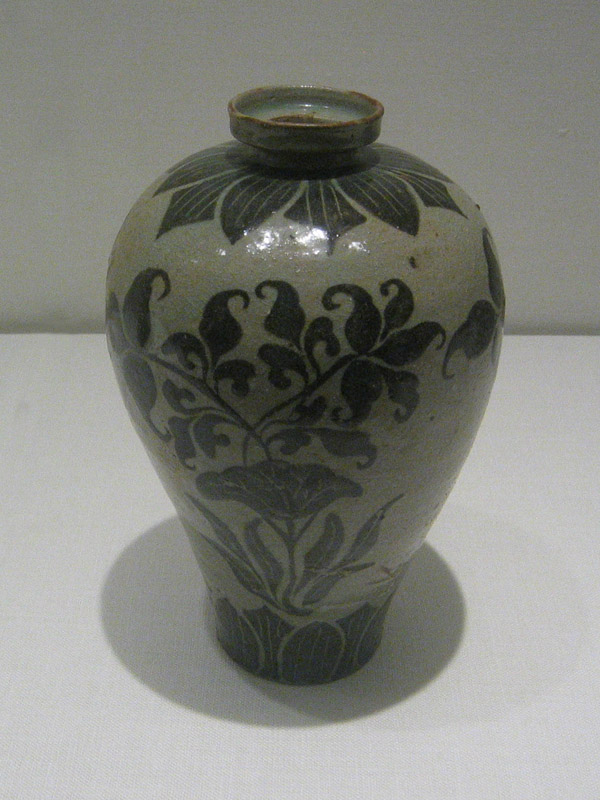
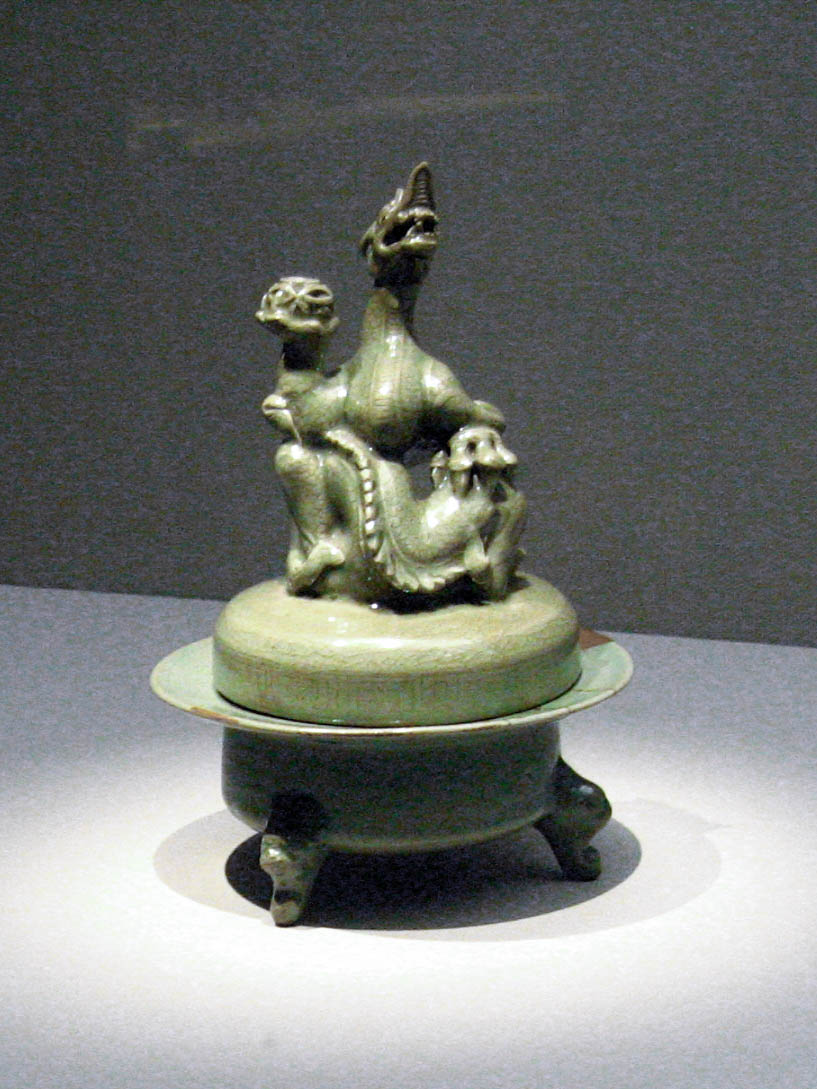
반룡 장식 향로
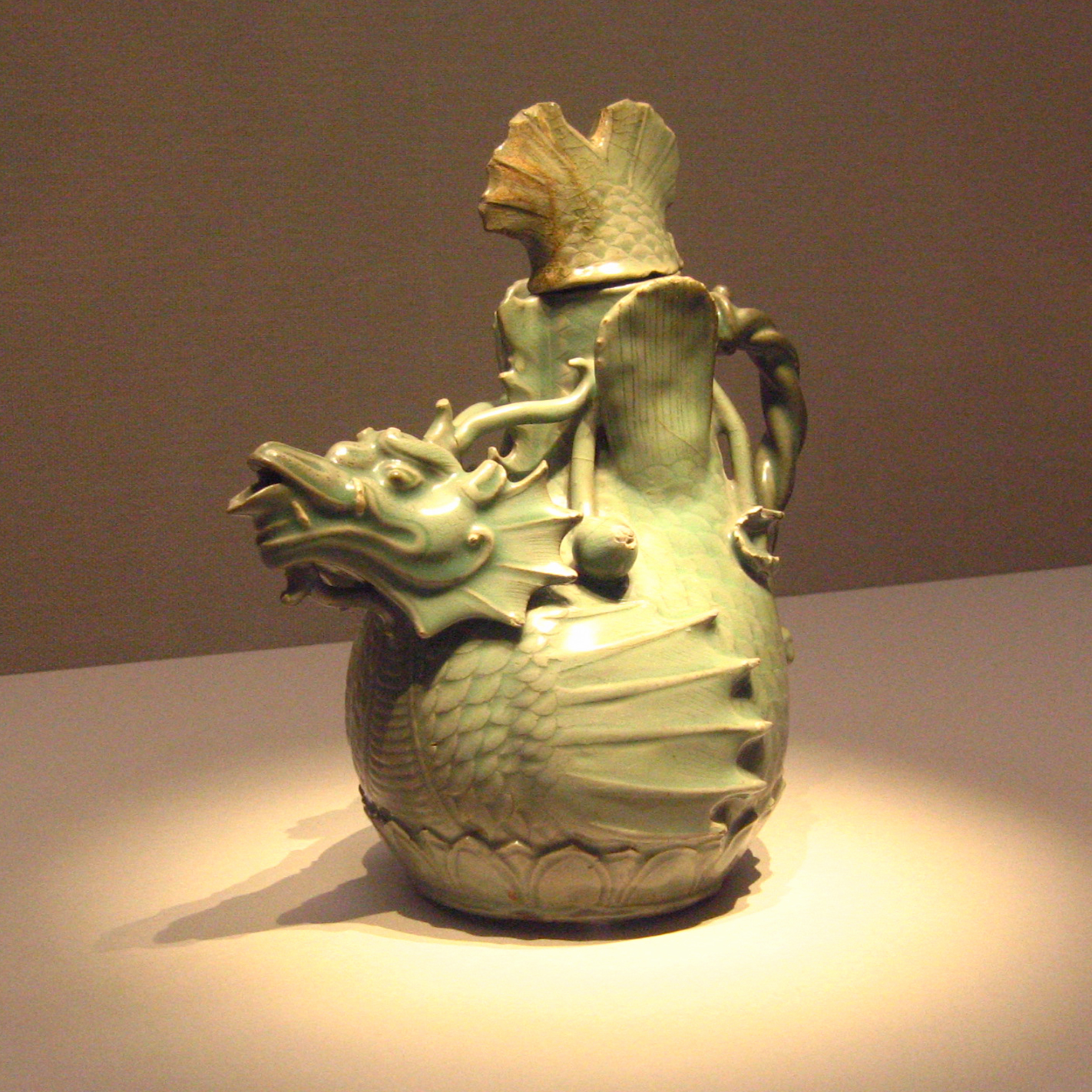
청자비룡형 주자
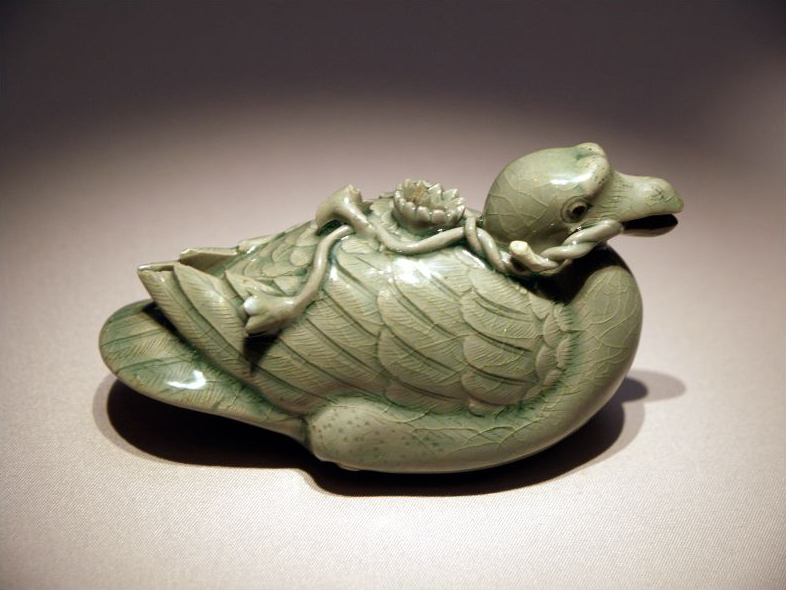
오리 모양의 연적

## 같이 보기
- 고려
- 고려불화
- 울트라마린 (색)
- 한국 백자

1. ↑  龍、2009、p82
2. ↑  姜2010P83
3. ↑  “우리역사넷”. 2024년 1월 19일에 확인함.
4. ↑  姜2010P87- 88